# Ливадия (винодельческое предприятие)
Государственное предприятие «Ливадия» (ГП «Ливадия») ранее Винсовхоз «Ливадия», Совхоз-завод «Ливадия» — винодельческое предприятие первичного и вторичного виноделия, созданное в 1920 году. Предприятие входит в состав ФГУП ПАО «Массандра».

## История
Часть земель нынешнего ГП «Ливадия» (находящихся в пгт Ливадия и его окрестностях) принадлежали царю Николаю II и входили в состав его имения «Ливадия». На них располагались: царский дворец, парк, сад и виноградники.
В 1917 году в имении располагалось «Министерство земледелия Российской империи».
В 1921 году земли имений «Ливадия» и «Ореанда» были национализированы Советской властью и на их территории образован винсовхоз «Ливадия». Здесь произрастали виноградники площадью 44 га и располагались два небольших водохранилища. Позже в состав совхоза вошёл винодельческий завод в Алупке.

## Предприятие сегодня
На предприятии сегодня основным видом деятельности является виноделие. Площадь насаждений виноградников составляет 313,1 га (300,26 га — технические сорта и 12,88 га — столовый виноград). Произрастают следующие технические сорта винограда: Алеатико, Алиготе, Альбильо, Вердельо, Джеват Кара, Каберне-Совиньон, Кефесия, Мерло, Мурведр, Мускат белый, Мускат чёрный, Пино серый, Саперави, Серсиаль, Траминер розовый, Цитронный Магарача, Шардоне, Эким Кара и другие.
Столовые сорта: Италия, Королева виноградников, Мускат гамбургский, Мускат янтарный, Таврия.
В предприятие входят два завода первичного виноделия, расположенные в Алупке и в Ливадии. На заводе в Алупке находится дегустационный зал.
В ГП «Ливадия» также выращивают фрукты (площадь садов 3,4 га). Общая площадь земель сельскохозяйственного назначения составляет 354,2 га, из них используются  под виноградные насаждения — 313,1 га, под сады — 3,4 га, под пашни — 15,8 га и под пастбища — 21,9 га. На предприятии разработана технология выращивания киви в климатических условиях Крыма, за которую была получена премия Автономной Республики Крым.

## Вина
ГП «Ливадия» производит десертные и крепкие вина.
- 1891 — «Портвейн красный Ливадия» (4 золотых и 5 серебряных медалей)
- 1892 — «Мускат белый Ливадия» (2 кубка «Супер Гран-при», 2 золотых и серебряная медаль)
- 1944 — «Херес Массандра» (Кубок «Гран-при», 10 золотых и 2 серебряных медали)
- 2001 — «Ореанда Херес сухой» (Кубок «Гран-при» и золотая медаль[8])
- 2003 — «Мускатель белый Массандра»
- 2003 — «Мускатель розовый Массандра»
- 2003 — «Мускатель чёрный Массандра»
- ? — «Его Величество Мускат» (золотая медаль)[9]